# Acura ZDX
Acura ZDX — кросовер японської компанії Acura. Концепт-кар цього автомобіля вперше був показаний на Нью-Йоркському автосалоні в 2009 році.

## Перше покоління (2009–2013)

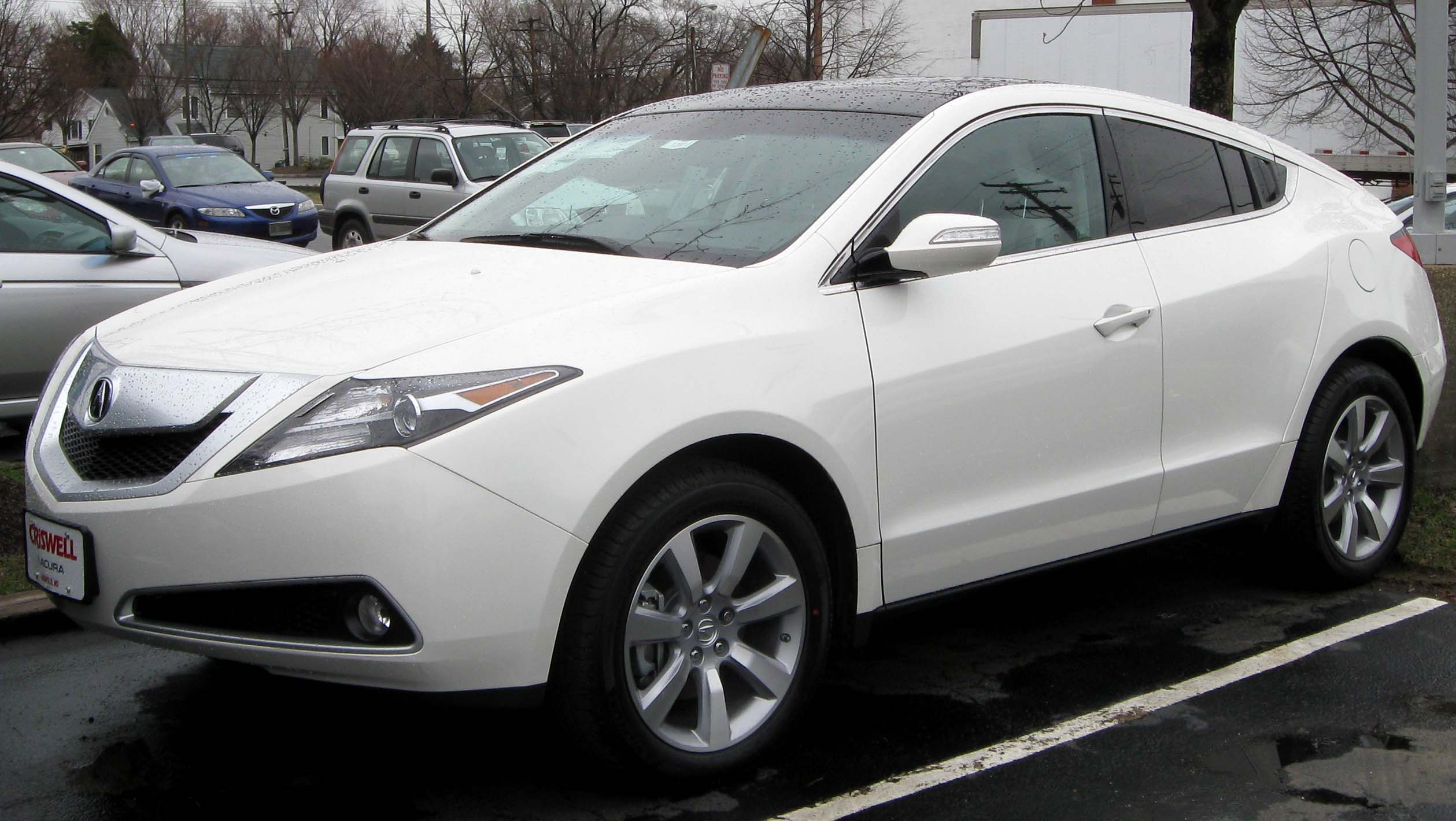
Acura ZDX

Acura ZDX складає конкуренцію BMW X6. Продажі авто розпочались у 2010 році.
Набір електроніки в Acura ZDX взяли від Acura MDX. Вся технічна база взята також з Acura MDX. Двигун 3.7 л, V6 потужністю в 300 к.с., 6-ступінчаста КПП, повний привід під назвою Super Handling All-Wheel Drive, тільки кузов та салон Acura ZDX є оригінальним.

У зв’язку з низьким рівнем продажу випуск позашляховика припинився у 2013 році. Існує чимало більш практичних та дешевих альтернатив, включаючи представників сім’ї Acura - MDX, RDX і TSX. Достойну конкуренцію позашляховику складають Audi Q5 і Lexus RX. 

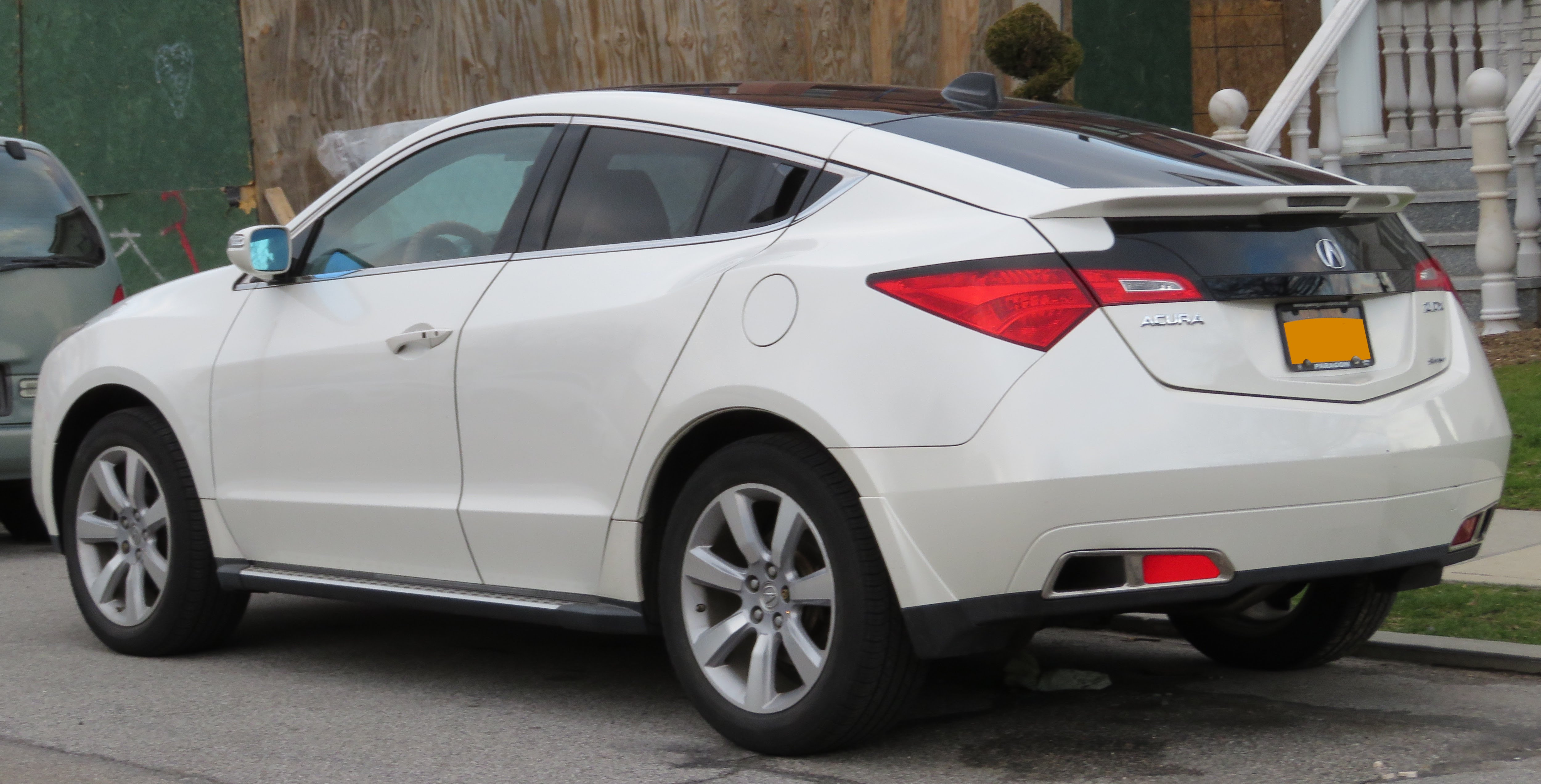

Увазі покупців представлена одна комплектація, до якої входять: навігаційна система, передні сидіння з підігрівом та вентиляцією, двозонний клімат-контроль, камера заднього виду, електропривод дверей багажного відділення, аудіосистема на 10 динаміків з функцією оточення звуком, шкіряні сидіння та кнопка запалювання. До переліку елементів безпеки включено: систему моніторингу сліпих зон, систему слідкування за розміткою, систему попередження про можливе зіткнення, передні та задні сенсори паркування, та шість подушок безпеки. Моделі, які з’явились перед закінченням випуску, стандартно отримали обладнання пакетів «Technology» та «Advanced». Перелік опцій обмежується аксесуарами. Можна обрати більше рульове колесо, функцію дистанційного запалювання, спойлер, обладнання для причепа та чохол для багажного відділення.

### Двигун
- 3.7 L J37A5 V6 300 к.с. при 6300 об/хв 366 Нм при 4500 об/хв

## Друге покоління (2024)

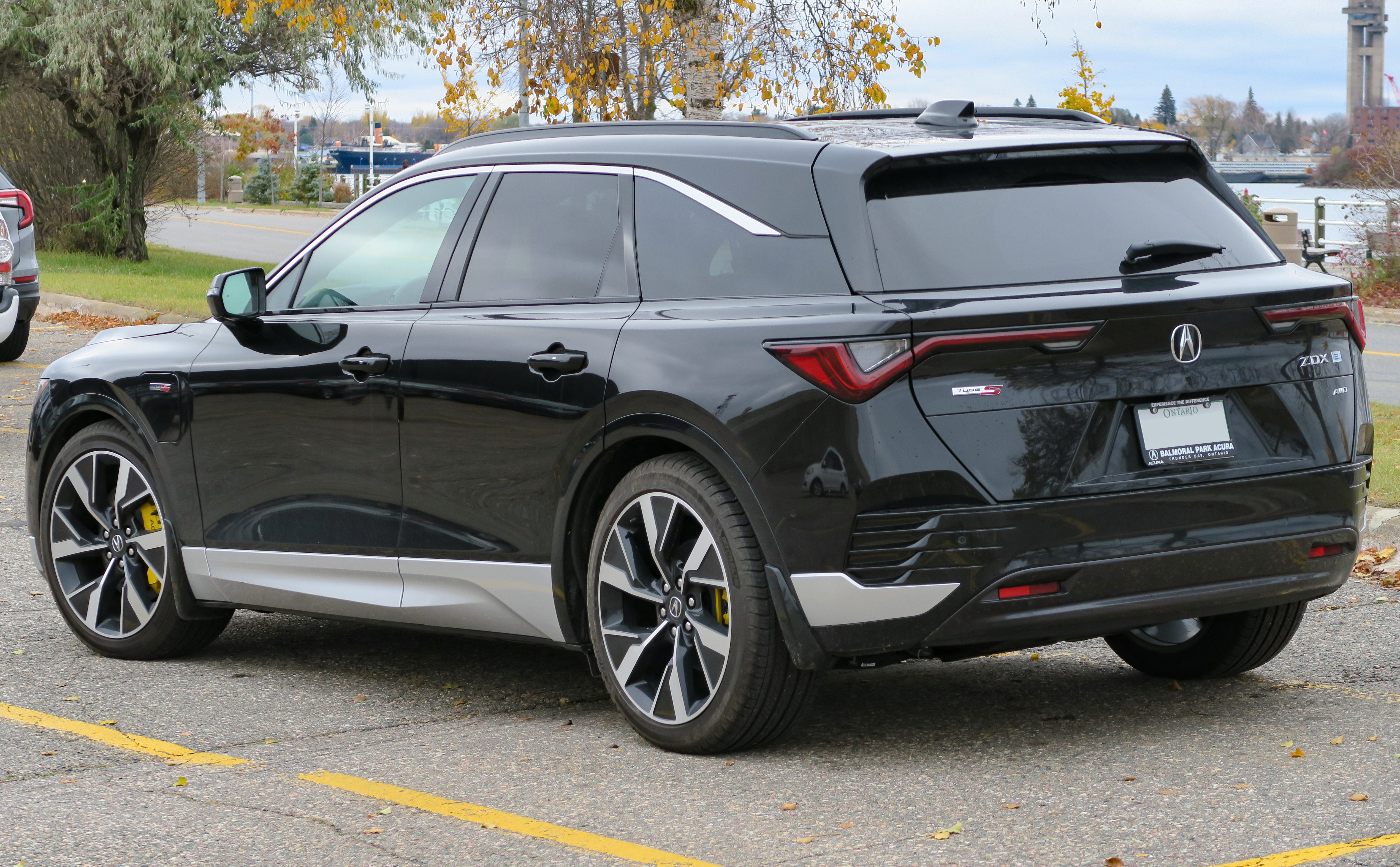
Acura ZDX Type S

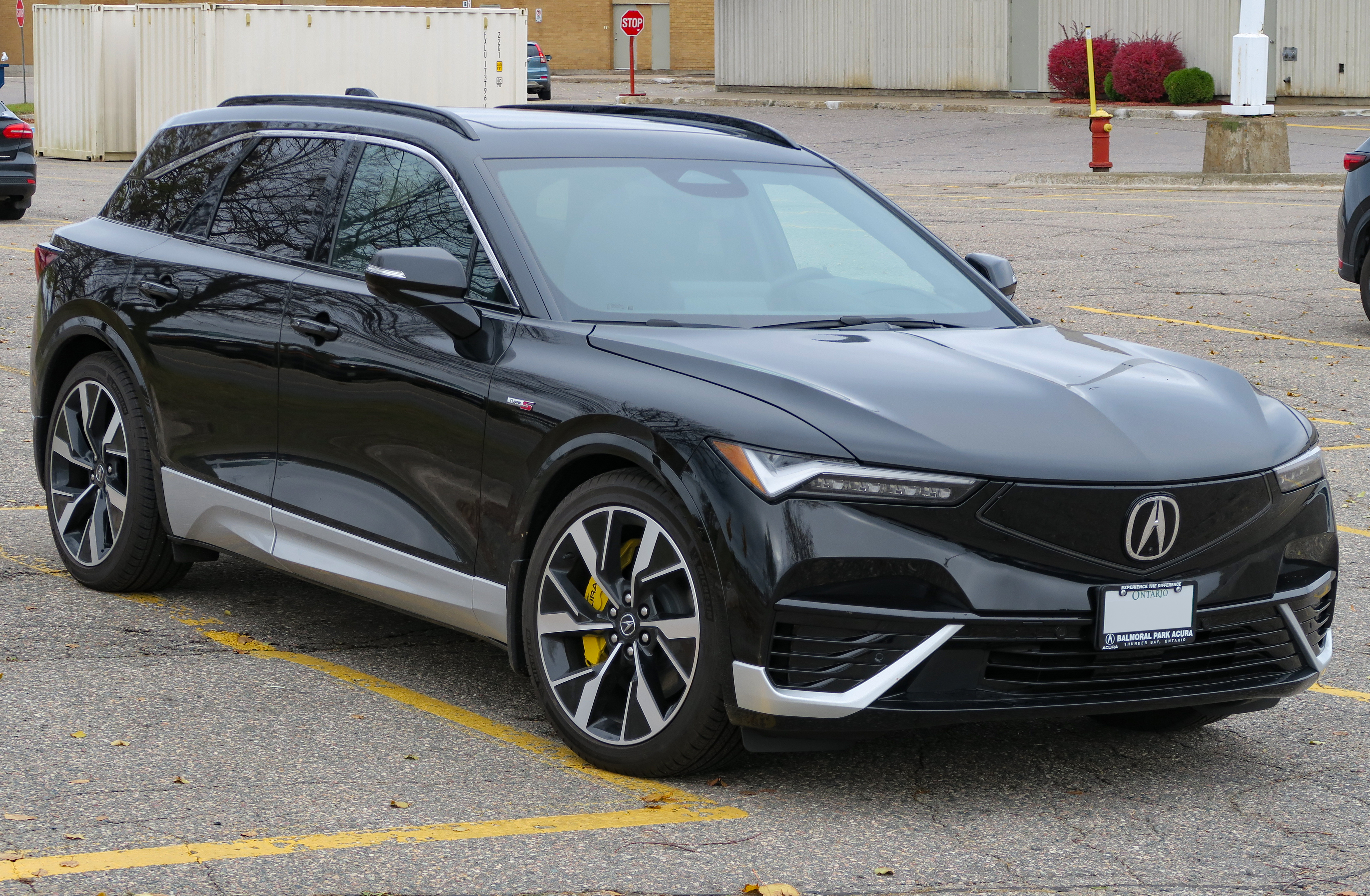
Acura ZDX Type S

17 серпня 2023 року дебютував компанія новий повністю електричний кросовер Acura ZDX (EV). Це перший повністю електричний автомобіль Acura. Нове 2-е покоління ZDX розробляється спільно з використанням акумуляторної технології Ultium від General Motors, яка наразі оснащується Cadillac Lyriq, GMC Hummer EV і новою моделлю Honda Prologue, випуск якої також запланований на 2024 рік. Ця модель також планується мати варіант Type S. Як і Prologue і Lyriq, підозрюють, що цей автомобіль буде побудований на платформі BEV3 GM. Цей автомобіль повинен мати такі ж розміри, як ZDX 1-го покоління, який можна порівняти з поточним поколінням Honda Passport.

### Модифікації
- ZDX A-Spec RWD 340 к.с., батарея 102 кВт*год
- ZDX Type S AWD 500 к.с., батарея 102 кВт*год

## Продажі
| Календарний рік | Продажі в США |
| --------------- | ------------- |
| 2009            | 79            |
| 2010            | 3,259         |
| 2011            | 1,564         |
| 2012            | 775           |
| 2013            | 362           |
| 2014            | 78            |